# マーティン・セント・ジェームス
マーティン・セント・ジェームス（Martin St James、1934年 - 2015年5月14日）は、オーストラリアのステージ催眠術師、エンターテイナー。
数回訪日し、日本のテレビ番組に出演したこともある。

## 生涯
西オーストラリア州の金鉱地帯で育ち、シンギング・カウボーイとしてサーカスで働いた。1960年代にステージ催眠術師として成功し、アメリカ合衆国、イギリス、ヨーロッパ、日本、オーストラリアでテレビ番組に出演したりステージショーを公演した。
1994年にテレサ（Theresa）と出会い、1999年に結婚。
2011年には妻・テレサとの息子・レオが誕生するが、この時、マーティンは77歳であり、オーストラリアで父親となった最高年齢記録となっている。なお、レオはマーティンの20人目人めの子ども、テレサとの間の4人めの子どもとなる。
2015年5月14日、クイーンズランド州ゴールドコーストの自宅で脳卒中のため死亡。